# Język bukar-sadong
Język bukar-sadong (również bukar-sadung) – język austronezyjski używany przede wszystkim w stanie Sarawak w Malezji. Należy do grupy języków bidayuh.
Według danych z 2000 roku posługuje się nim 50 tys. osób (Malezja). Niektórzy jego użytkownicy zamieszkują indonezyjski Kalimantan, blisko granicy z Malezją. Glottolog wyróżnia trzy dialekty: bukar bidayuh, bukar sadong, mentuh tapuh.
Jest zapisywany alfabetem łacińskim.